# Bangkalan (ort i Indonesien)
Bangkalan är en ort i Indonesien.   Den ligger i provinsen Jawa Timur, i den västra delen av landet, 700 km öster om huvudstaden Jakarta. Bangkalan ligger 4 meter över havet och antalet invånare är 62 178. Den ligger på ön Madura.
Terrängen runt Bangkalan är platt. Havet är nära Bangkalan åt nordväst.Runt Bangkalan är det mycket tätbefolkat, med 1 056 invånare per kvadratkilometer. Närmaste större samhälle är Kebomas, 17,5 km sydväst om Bangkalan. 